# 山﨑栄介
山﨑 栄介（やまざき えいすけ、1970年 - ）は、日本の建築家。実業家。株式会社栄建築研究所代表取締役。東京都建築士事務所協会江東支部副支部長。
東京都生まれ／1993年 日本大学理工学部建築学科卒業／1995年 日本大学大学院理工学研究科建築学専攻修士課程修了／1998年 プラット・インスティテュート建築学部大学院（NYC）修了／1998年 株式会社松田平田設計入社／2004年 株式会社栄建築研究所入社／現在、同社代表取締役。